# Kunstpatronage
Der Begriff Kunstpatronage bezeichnet das Auftragsverhältnis zwischen einem Künstler und seinem Auftraggeber, bei dem der Patron die finanziellen und sozialen Voraussetzungen zur Umsetzung des Kunstwerkes schafft. Für gewöhnlich wird die Bezeichnung Kunstpatronage für die Kunstförderung des späten Mittelalters und der Frühen Neuzeit verwendet.
Als Auftraggeber traten meist wohlhabende Prälaten, Fürsten, Kaufleute oder Privatpersonen, aber auch Personengruppen wie Ordensgemeinschaften, Gremien, Zünften oder Bruderschaften auf. Die Kunstpatronage fand auf dem Gebiet der bildenden und der angewandten Kunst statt. Malerei und Bildhauerei, Architektur und Kunsthandwerk sowie Musik, Theater und Literatur wurden durch dieses System gefördert und in gewisser Weise auch gesteuert. Eine enge Beziehung zwischen Künstler und Auftraggeber auf persönlicher Ebene war bei einer kontinuierlichen, langjährigen Kunstpatronage nicht ungewöhnlich.

## Arten der Kunstförderung
Es ist nur bedingt möglich, die einzelnen Arten der Kunstförderung voneinander zu unterscheiden, denn sie werden nicht einheitlich definiert. Das Mäzenatentum ist eng mit der Kunstpatronage verwandt und wird teilweise sogar synonym verwendet. Bei der Kunstpatronage werden wie beim
Mäzenatentum (im Gegensatz zum Sponsoring) keine konkreten kommerziellen Interessen verfolgt. Die Gründe für die Kunstpatronage von Seiten des Auftraggebers sind nicht immer dieselben gewesen. Prestige, Legitimität, Repräsentation von Reichtum, politische Kriterien, und persönliche Vorlieben sind jedoch die häufigsten Motive. Merkmale, die den Kunstpatron vom Mäzen unterscheiden, sind die teils sehr enge Beziehung zum Künstler und die gegenseitige Abhängigkeit. Nach Ulrich Oevermann steht beim Mäzenatentum die Bewahrung und Fortführung des kulturellen Erbes im Mittelpunkt, während es dem Kunstpatron darum geht, seinen eigenen Einfluss auszuüben und ihn zu festigen. Demnach würden Mäzene Kunst zum Nutzen des Allgemeinwohles fördern, die Kunstpatronage hingegen folgte eher dem Motiv der Selbstvermarktung. Gegenstimmen behaupten, dass das Idealbild des selbstlosen und altruistischen Mäzenatentums so wenig der Realität entspricht, wie es für die Kunstpatronage gilt.

## Forschung
Die Kunstförderung tauchte erst seit Anfang der 1980er Jahre als Forschungsgegenstand der Soziologie auf. Die Hintergründe der Kunstpatronage und ihre Auswirkungen auf die künstlerische Produktion ist auch ein Forschungsgebiet der Kunstwissenschaften. Die Studien in diesem Bereich zeichnen ein detailliertes Bild, konzentrieren sich aber größtenteils auf Einzelfalluntersuchungen. Die Kunstpatronage ist ein vielschichtiges und facettenreiches Phänomen. Sie veränderte sich im Laufe der Jahrhunderte, passte sich den gesellschaftlichen Gegebenheiten an und weist unterschiedliche regionale Ausprägungen auf.

## Kunsttheoretische Reflexion
Die Kunstförderung steht im Zusammenhang mit dem gesellschaftlichen Stellenwert der Kunst und dem Beruf des Künstlers. Über viele Jahrhunderte waren Maler und Bildhauer gewöhnliche Handwerker. Die mit dieser Arbeit verbundene körperliche Anstrengung wurde nur gering geschätzt. Seit der Antike bedeutete Kunst in erster Linie Auftragskunst. Dabei wurde die künstlerische Leistung zuvor genau festgelegt, sie wurde weder mit Bildung und Kreativität, noch mit geistiger Arbeit in Verbindung gebracht. Das allmähliche Erstarken des Stellenwertes der Kunst ist erst mit dem Beginn der italienischen Renaissance zu verzeichnen. Die Kunstpatronage hat dazu beigetragen, indem die Förderer ihren Protegés künstlerische Freiheit gewährten, ihnen Verantwortung übertrugen und ihr Ansehen in der Gesellschaft steigerten. Am Hofe regte die Kunstpatronage eine aktive Rezeptionskultur an und die teils intime Nähe des Künstlers zum Potentaten festigte das Bild eines außergewöhnlichen Berufsstandes. Seit Ende des 16. Jahrhunderts unterschied man, auch dank der theoretischen Abhandlungen „De pictura“ (1435/1436) von Leon Battista Alberti und „Le vite“ (1550–1568) von Giorgio Vasari zwischen Kunst und Handwerk.

## Voraussetzungen für die Patronage
Die Ausprägungen der Kunstpatronage variieren stark. In der Frühen Neuzeit, besonders im 17. Jahrhundert kamen Künstler oft an Arbeit, indem sie von einflussreichen Personen, zum Beispiel von einem Legaten entdeckt, zunächst in einem Kloster untergebracht wurden und dann erste Aufträge für diese erledigten. Durch die Werke gewannen sie an Ansehen und lernten „weitere potentielle Auftraggeber“ im Bekanntenkreis des Prälaten kennen. Fürsten und andere Förderer entschieden sich für einen bestimmten Künstler aus persönlichem Interesse, in Anerkennung seiner Tugend oder auch aus politischen Gründen, wobei die Herkunft eines Künstlers oft entscheidend war.

## Auftragswerke
Ab Mitte des 13. Jahrhunderts arbeiteten Künstler an fürstlichen Höfen, wo man ein Bedürfnis nach Repräsentation verspürte. Die Hofmaler erhielten den Amtstitel pictor regis und wurde in den Stand des familiaris et fidelis bzw. Kammerdieners oder valet de chambre erhoben, der mit besonderen Privilegien verbunden war. Ebenfalls Mitte des 13. Jahrhunderts wurde in Frankreich ein magister regis, der erste höfische Baumeister, eingesetzt.

### Beziehung zwischen Künstler und Auftraggeber
Das Verhältnis zwischen Künstler und Förderer konnte sehr unterschiedlich sein. Es kam sowohl vor, dass der Künstler direkt am Hof oder im Palast seines Auftraggebers untergebracht war und ausschließlich für ihn arbeitete, teils gaben die Patrone aber auch einzelne Werke in Auftrag.
Die engste Art von Beziehung ist die servitù particolare, bei der die Künstler als Mitglied der fürstlichen famiglia hohes Ansehen genossen und gut bezahlt wurden. Die Sicherheit und den Wohlstand mussten sie aber nicht selten mit ihrer Freiheit bezahlen, die durch die strengen Regeln am Hof eingeschränkt wurde. Es gab Fürsten, die eine Klausel in die Verträge mit den Hofkünstlern einbanden, die besagte, dass sie nicht für Privatleute außerhalb des Hofes arbeiten dürften. Dem Großteil der Künstler war es jedoch erlaubt, mit der Legitimation des Fürsten auch für andere Auftraggeber, zum Beispiel reiche Bürger oder andere Potentaten zu arbeiten.
Die Beziehung zwischen Künstler und Patron war im Fall einer servitù particolare oft besonders eng und von gegenseitiger Abhängigkeit geprägt. Einige Zeugnisse berichten von äußerst vertraulichen Beziehungen. Einer Anekdote zufolge soll Karl V. Tizian beispielsweise seinen heruntergefallenen Pinsel persönlich vom Boden aufgehoben haben.
Sollte der Förderer sterben oder sollte es zu einem politischen Wandel kommen, konnte die Beziehung für den Künstler schädlich werden, da er nun schwerlich andere Mäzene für sich gewinnen konnte. Durch ihre Verbindung zu Machthabern konnte den Künstlern vorgeworfen werden, zur politischen Gefolgschaft zu gehören, was sogar die Todesstrafe zur Folge haben konnte. Giacomo Andrea da Ferrara, ein Mitarbeiter Leonardos, wurde als Parteigänger öffentlich hingerichtet, nachdem er beim Einmarsch der französischen Truppen 1499 in Mailand nicht schnell genug geflohen war.
Um finanziellen Einbußen vorzubeugen, wurde es in Rom im 17. Jahrhundert üblich, dass die Künstler auf Vorrat malten und die angefangenen Gemälden in ihrer Werkstatt ausstellten und an Privatpersonen verkauften.

### Besoldung
Die Besoldung am Hof bestand vorwiegend aus sachlichen Gütern. Die monetären Gehälter waren im Gegensatz zu den sachlichen Zuwendungen weniger normiert. Künstler erhielten als Hofhandwerker einen Tages-, Wochen- oder Stundenlohn. Nur wenige hatten das Glück, ein festes Jahresgehalt zu beziehen. Die Jahresgehälter der Dombaumeister beispielsweise waren meist projektgebunden, es gab jedoch auch Hofkünstler, deren Jahresgehalt in eine lebenslange Provision umgewandelt wurde. Der Vorteil war dabei, dass der Künstler trotz einer Arbeitsunfähigkeit und auch im hohen Alter weiterhin mit einem festen Einkommen rechnen konnte. Eine lebenslange Provision war aber nicht der Lohn für die Arbeitsleistung, sondern vielmehr für die Dienstbereitschaft und Tugend eines Hofkünstlers. Das Gehalt wurde nach dem Ermessen des Fürsten festgelegt, womit sich die großen Gehaltsunterschiede erklären lassen. Oftmals wurden die Kunstwerke noch zusätzlich bezahlt.
Sachleistungen sollten sicherstellen, dass dem Künstler eine „angemessene Unterkunft“ geboten wurde. Es gab Hofkünstler, die ein eigenes Haus erhielten, viele waren jedoch im Palast untergebracht. Um den Hofstaat nach außen hin würdig repräsentieren zu können, legten manche Verträge die regelmäßige Zuteilung von Kleidung fest. Auch die Mahlzeiten und das Recht, einen Arzt auf Kosten des Patrons aufzusuchen, konnten Teil dieser Vereinbarungen sein.
Um nicht den Anschluss an den künstlerischen Zeitgeist zu verpassen, wurde es notwendig, die Künstler auf Bildungsreisen zu schicken. Die „fürstlichen Reisestipendien“ stellten Anreize für solche Reisen her. Eine weitere Form der Vergütung stellt die Künstlernobilitierung dar, die mit einer Reihe von Privilegien verbunden war.

### Heiratsvermittlung
Ab dem 14. Jahrhundert wurden Hofkünstler auch beauftragt, Porträts von Prinzessinnen und Prinzen anzufertigen, welche zur Anbahnung von Hochzeiten dienen sollten. Die erste Überlieferung einer Heiratsvermittlung über einen Hofmaler stammt aus Frankreich. Als die Herzöge eine Braut für den minderjährigen Karl VI. suchten, schickten sie den Hofmaler nach Bayern, Österreich und Lothringen, um die potentiellen Kandidatinnen porträtieren zu lassen. Karl VI. wurden die Porträts gezeigt und veranlassten ihn zu der Entscheidung, Elisabeth von Bayern zu heiraten. Die Hochzeit fand 1385 statt.

## Kunstpatronage als Gegenentwurf zur Malerzunft
Die ersten Malerzünfte traten in Italien gegen Ende des Duecento auf. Die Zusammenschlüsse von Handwerkern dienten dem Schutz und der gegenseitigen Unterstützung. Die Künstler wurden in den Werkstätten der Zünfte ausgebildet und hatten dann unter bestimmten Voraussetzungen die Möglichkeit, unter einem Patron zu arbeiten und an seinem Hof zu leben. Hofmaler genossen einige Privilegien gegenüber den Künstlern der Malergilden. Sie unterstanden weder dem Zunftzwang noch mussten sie Steuern zahlen. Die Möglichkeit einer Nobilitierung bei der Kunstpatronage verdeutlicht, dass Künstlern am Hof einen hohen Stellenwert beigemessen wurden. Die konträren Denkentwürfe am Hof und in der Stadt, d. h. in der Zunft bedeuteten auch, dass die Kunst der Gildenmaler als artes mechanicae galt, die Kunst am Hofe jedoch schon früher zu den artes liberales gezählt wurden.
An den Höfen entwickelten sich durch die Konkurrenzsituation zu anderen Hofstaaten schnell neue, innovative Strömungen, beispielsweise der sogenannte Florentiner Stil, wohingegen die städtischen Auftraggeber mehr Wert auf das Decorum legten und eher eine traditionelle Umsetzung ihrer Aufträge forderten.
Nicht nur die künstlerischen Rahmenbedingungen, auch die sozialen Beziehungen unterschieden sich stark voneinander. Lorenzo Ghiberti beispielsweise wollte den politischen Streitigkeiten und der Seuchengefahr in der Stadt entfliehen und nahm eine Stelle als Hofmaler an. Andere Künstler wollten sich dem einschränkenden Zunftwesen entziehen oder erhofften sich einen besseren Lohn.

## Frauen in der Kunstpatronage
Auch wenn der Großteil der Auftraggeber und Künstler im Mittelalter und in der Frühen Neuzeit männlich war, gibt es doch einige teils von der Forschung vernachlässigte, jedoch nennenswerte Auftraggeberinnen. Alfonsina Orsini de’ Medicis Kunstpatronage beispielsweise gilt als besonders herausragend, da sie, ähnlich wie Caterina de’ Medici, insbesondere große architektonische Projekte förderte, sich an deren Planung beteiligte und sich nicht auf die dem Decorum angemessenen religiösen Auftragswerke beschränken ließ.
Hofkünstler sahen sich oft dem Neid und der Missgunst anderer Höflinge ausgesetzt. Insbesondere Künstlerinnen mussten oft Verleumdungen ertragen, die ihren Ruf schädigen und ihre Stellung gefährden sollten. Als Protegée und Freundin Marie-Antoinettes zog die Malerin Élisabeth Vigée-Lebrun den Argwohn anderer Anwärter auf sich. In Schmähschriften wurde sie beschuldigt, sich von dem „1787 entlassenen Finanzminister Calonne“ auf Staatskosten aushalten lassen zu haben.

## Die Ablösung der Kunstpatronage
Die Veränderungen, die die Französische Revolution mit sich brachte, führten auch zu einer Neuerung der Kunstpatronage und des Kunstmarktes. Die Höfe verloren an Bedeutung und schon im 17. Jahrhundert hatten sich der Kunsthandel und das Ausstellungswesen zu entwickeln begonnen. (Die temporär und regional eng begrenzten Märkte in Europa gegen Ende des 15. Jahrhunderts, insbesondere in den Niederlanden, sind frühe Ausnahmen.) Mitte des 18. Jahrhunderts setzt sich die Idee von Freiheit und Autonomie in der Kunst durch und ermöglicht einen kritischen Blick auf die mit der Kunstpatronage verbundenen Instrumentalisierung und Steuerung. An einem Hof zu arbeiten, wurde bald nicht mehr als Privileg angesehen. Die Malerin Angelika Kauffmann beispielsweise schlug 1782 das Angebot ab, Hofkünstlerin in Neapel am Hofe Ferdinands IV. und der Königin Maria Karoline zu werden, weil sie es ausdrücklich vorzog, frei und eigenständig zu arbeiten.
Neben den privaten Kunstförderern und den Vereinigungen zur Förderung der Kunst übernahm nun auch der Staat Mitverantwortung für die Entwicklung von Kunst und Kultur. Dazu gehört auch die Gründung von Kunstakademien. Die ausführliche Rezeption der Kunst in den Medien und ein gebildetes Bürgertum haben die Kunstpatronage überflüssig gemacht.

## Prominente Kunstpatronagen (Auswahl)
Die teils sehr persönlichen Beziehungen zwischen Künstler und Patron brachten wegweisende, berühmte Werke hervor. Einige der wichtigsten Doppelbiografien werden im Folgenden aufgeführt. Sowohl Künstler als auch Förderer unterhielten aber oft mehrere Auftragsbeziehungen.
| Künstler                                                   | Patron |
| ---------------------------------------------------------- | --- |
| Apelles (~ 370 v. Chr. – Ende des 4. Jahrhunderts v. Chr.) | Alexander der Große                                                                                            |
| Giotto di Bondone (1266–1337)                              | Papst Benedikt XII.; König Robert von Neapel                                                                   |
| Hieronymus Bosch (1450–1516)                               | Philipp der Schöne                                                                                             |
| Leonardo da Vinci (1452–1519)                              | Zunächst Mitglied einer Malergilde, arbeitete dann u. a. für Lorenzo de Medici; Ludovico Sforza; Cesare Borgia |
| Albrecht Dürer (1471–1528)                                 | Unterhielt eine eigene Werkstatt, arbeitete zeitweise für Kaiser Maximilian                                    |
| Michelangelo Buonarroti (1475–1564)                        | Papst Julius II.; Papst Clemens; Papst Paul III.                                                               |
| Raffael da Urbino (1483–1520)                              | Papst Julius II.; Papst Leo X.                                                                                 |
| Baccio Bandinelli (1488–1560)                              | Cosimo I., Eleonora von Toledo                                                                                 |
| Tizian (~ 1489–1576)                                       | Hatte zunächst eine eigene Werkstatt, nahm dann Aufträge von Karl V. entgegen.                                 |
| Agnolo Bronzino (1503–1572)                                | Eleonora von Toledo                                                                                            |
| Giorgio Vasari (1511–1574)                                 | Alessandro de’ Medici; Maler des Ordens der Olivetaner; Cosimo I. de’ Medici                                   |
| Roelant Savery (~ 1577–1639)                               | Kaiser Rudolph II.                                                                                             |
| Peter Paul Rubens (1577–1640)                              | Nicolaas Rockox; Maria de’ Medici; Ludwig XIII.                                                                |
| Gian Lorenzo Bernini (1598–1680)                           | Papst Urban VIII.                                                                                              |
| Diego Rodríguez Velázques (1599–1660)                      | König Philipp IV.                                                                                              |
| Balthasar Neumann (1687–1753)                              | Johann Philipp Franz von Schönborn                                                                             |
| Leo von Klenze (1784–1864)                                 | Ludwig I. von Bayern                                                                                           |